# Мясниково (Борисоглебский район)
Мясниково — село Борисоглебского района Ярославской области, входит в состав Вощажниковского сельского поселения.

## География
Расположено на берегу реки Могза в 15 км на север от центра поселения села Вощажникова и в 26 км на север от райцентра посёлка Борисоглебский. 

## История
Главный престол в церкви во имя Благовещения Пресвятой Богородицы устроен в 1817 году, второй — в 1819 году на средства прихожан и местной землевладелицы княгини Урусовой. В ней было два престола: в настоящей холодной — Благовещения, в теплой — во имя св. Великомученика Димитрия Солунского Чудотворца.
В конце XIX — начале XX село входило в состав Неверковской волости Угличского уезда Ярославской губернии.
С 1929 года село входило в состав Неверковского сельсовета Борисоглебского района, с 2005 года — в составе Вощажниковского сельского поселения.

## Население
| 1859 | 1914 | 2007 | 2010 |
| ---- | ---- | ---- | ---- |
| 58   | ↗175 | ↘2   | ↗8   |